# Димитрис Достис
Димитриос (Димѝтрис) До̀стис (на гръцки: Δημήτριος, Δημήτρης Δόστης) е гръцки художник.

## Биография
Достис е роден в 1928 година в леринското село Горно Неволяни (Скопия). Той е самоук художник. Тематичните избори на неговото изкуство са дело на детски спомени и разкази  и исторически събития. Пейзажната му живопис улавя провинцията, детайлния разказ на ежедневния живот и народната традиция. Доминиращият материал е маслени бои, а първостепенна роля в творчеството му играят жените, придружени от интензивни еротични елементи и митологизиране на красотата и екзотиката на женската фигура.
Умира в 2014 година.